# Мим (буква сирийского алфавита)
ܡ (ܡܝܡ, мим) — тринадцатая буква сирийского алфавита.

## Использование
Происходит от арамейской буквы мем (𐡌), восходящей к финикийской букве мем (𐤌, ).
В сирийском языке обозначала носовой согласный [m]. В ассирийском языке также обозначает [m]. Числовое значение в сирийской системе счисления — 40.
В романизациях ALA-LC и BGN/PCGN передаётся как m.

## Кодировка
Буква мим была добавлена в стандарт Юникод в версии 3.0 в блок «Сирийское письмо» (англ. Syriac) под шестнадцатеричным кодом U+0721.